# Arakere, Shrirangapattana
Arakere là một làng thuộc tehsil Shrirangapattana, huyện Mandya, bang Karnataka, Ấn Độ.